# Новий Лясковець
Новий Лясковець (пол. Nowy Laskowiec) — село в Польщі, у гміні Замбрув Замбровського повіту Підляського воєводства.
Населення — 205 осіб (2011).
У 1975-1998 роках село належало до Ломжинського воєводства.

## Демографія
Демографічна структура станом на 31 березня 2011 року:
|          | Загалом | Допрацездатний вік | Працездатний вік | Постпрацездатний вік |
| -------- | ------- | ------------------ | ---------------- | -------------------- |
| Чоловіки | 101     | 21                 | 68               | 12                   |
| Жінки    | 104     | 28                 | 50               | 26                   |
| Разом    | 205     | 49                 | 118              | 38                   |